# Conrad II (duc de Bavière)
Conrad II de Bavière dit l'enfant (né en septembre ou octobre 1052 à Ratisbonne, mort le 10 avril 1055 à Ratisbonne), deuxième fils d'Henri III du Saint-Empire et de sa seconde épouse, Agnès d'Aquitaine. Brièvement nommé duc de Bavière, titre qui avait été détenu par son frère aîné Henri IV. Il mourut peu après et a été remplacé par Henri.